# Oravais kyrka

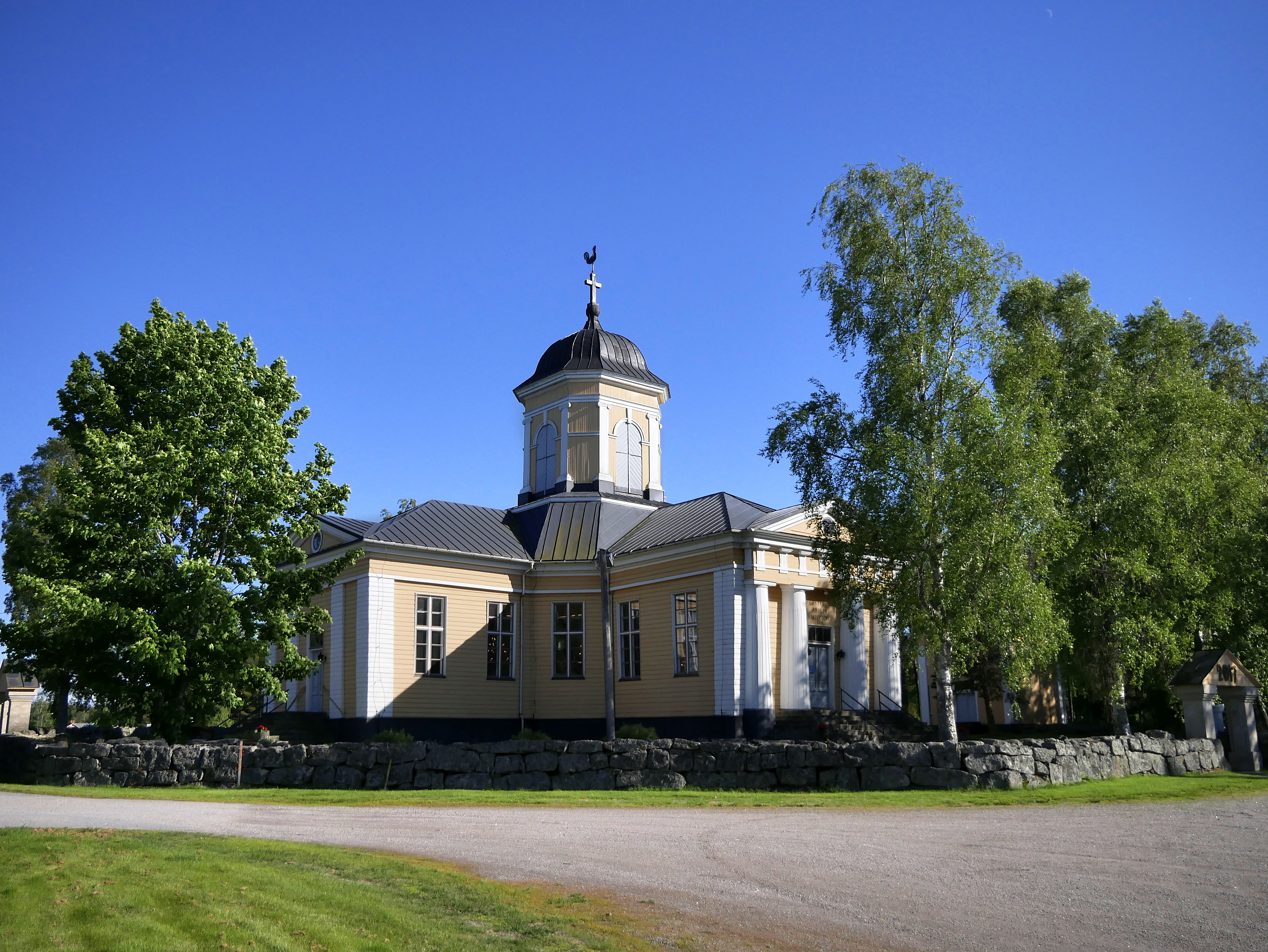
Oravais kyrka

Oravais kyrka är en korskyrka av trä, som ligger i Oravais i Vörå kommun i Österbotten. Den används av Oravais kapellförsamling inom Vörå församling.
Kyrkan byggdes 1795–97 i nyklassisk stil under ledning av Carl Rijf.

## Inventarier
Altartavlorna Den korsfäste och Nattvarden målades 1819 av den svenske konstnären Johan Erik Lindh.

## Klockstapeln
Den separata klockstapeln av trä byggdes 1927 efter att den förra, från 1700-talet, hade brunnit. Den nya fick samma modell som den gamla.